# Fascism

Nationella fascistpartiets vapen, med dess fasces som givit rörelsen dess namn, har blivit fascismens mest framträdande symbol.

Fascism är en form av auktoritär ultranationalism som karakteriseras av maktutövande via diktatur, förtryck av politiskt oliktänkande med strikt dominans över både samhället och individen. Fascismen är en revolutionär form av ultranationalism med nationens "pånyttfödelse" som mål. För att förverkliga idén om en pånyttfödelse för nationen vill fascister skapa ett samhälle där människor som har vissa egenskaper och eller kvalitéer ska fylla det fascistiska samhället.
Fascismen förknippas ofta med massrörelse via elitstyre ovanifrån, där individen är underställd statens och regimens behov. För att underlätta maktutövandet är fascismens mål att skapa känslor av stark nationell identitet. Olika forskare framhåller olika karakteristiska egenskaper hos fascismen, men en vanligt förekommande beskrivning av fascismforskaren Stanley Payne sammanfattar den som ett motstånd mot upplysningens idéer, med mål att upprätta en nationalistisk och auktoritär, traditionsbunden stat.

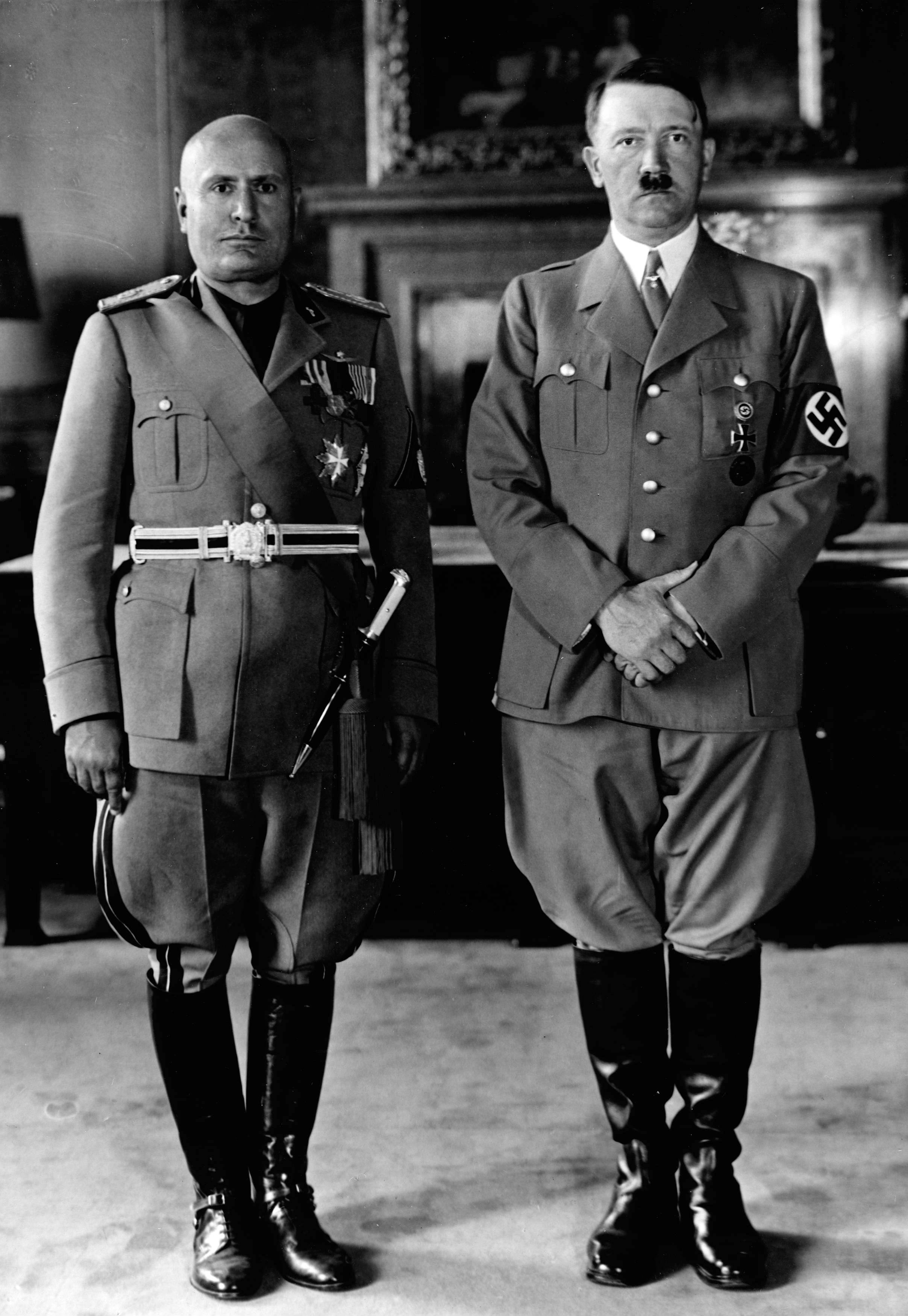
Italiens Benito Mussolini och Tredje rikets Adolf Hitler.

I sitt ekonomiska utförande har fascismen i de mest prominenta exemplen, det fascistiska Italien och Nazityskland praktiserat keynesiansk kapitalistisk ekonomi med starka inslag av både statlig intervention och privat ägande. Den fascistiska kulturen har ofta uttryck en djupt idealistisk, sekulär och imperialistisk kultur, genom massmöten, nationalromantiska och mytiska symboler, massmobilisering och våldsamma gatuaktivister, ofta inbegripande en paramilitär milis. Fascismen hyser nästan uteslutande en positiv eller sanktionerande syn på våld som medel att uppnå sina mål, inbegripande heroism och chauvinism. Den fascistiska kulturen hyllar ungdomen, nationell "rening" och nationell återfödelse lett av ett auktoritärt, karismatiskt och ofta personligt politiskt ledarskap, som kan innehålla en personkult kring ledaren.
Fascismen motsätter sig alla "sektionsbaserade" intressen till förmån för ett elitstyrt samhälle och motsätter sig därför oberoende fackföreningar, civilsamhället, strejker, lockouter, frihandel och fri företagsamhet. Då den fascistiska staten antas representera såväl gångna som framtida generationer, och avvisar förnuftsresonemang och diskussioner, avvisas demokratins kvaliteter helt, särskilt en sådan grundad på parlamentarism eller maktdelning. Folkets intressen ska istället tillvaratas genom en auktoritär "demokrati" eller "demokrati genom handling" med allmänviljan i centrum.

## Fascismens ursprung

Det romerska spöknippet fasces, användes tidigt som symbol för Nationella fascistpartiet i italien.

Fascismen hade sitt ursprung i den italienska nationalismen bland italienska nationalsyndikalister under första världskriget och grundades av nationalisten Benito Mussolini, tidigare en av de ledande i Italiens socialistparti. Giovanni Gentiles nationella doktriner om staten och som anammades av Benito Mussolinis fascistiska parti (från 1921 Partito Nazionale Fascista) i Italien. I mars 1919 startades de första kampgrupperna, de så kallade Fasci italiani di combattimento, som främst utgjordes av krigsveteraner. Partiet hade som symbol ett spöknippe, fascis (fasces i plural) av den typ som bars av liktorerna i antikens Rom, vilket kom att ge rörelsen dess namn. Efter uniformen med den svarta skjortan som medlemmarna bar benämndes de svartskjortor.
Mussolini och fascisterna agiterade mot kommunismen och den "pacifistiska", krigsfientliga socialismen och genom de så kallade stormavdelningarna, squadre d'azione, terroriserade man sina politiska fiender. Man anlade bland annat en brand på den socialistiska tidningen Avanti!. Mordet på socialistledaren Giacomo Matteotti 1924 kan ses som klimax på denna utveckling. De sociala och ekonomiska oroligheterna i början 1920-talet och den så kallade marschen mot Rom 1922 förde fascisterna till regeringsmakten trots ett svagt parlamentariskt stöd. Detta gjordes till en början i koalition med borgerliga partier för att därefter vinna absolut kontroll, dock i samexistens med kungahuset och katolska kyrkan, bland annat genom Lateranfördraget 1929.[källa behövs]
Fascismen hämtade bland annat inspiration från den revolutionära syndikalismen som förespråkade att samhället skulle styras genom fackföreningarna, men i motsättning till syndikalismens principer förespråkade fascisterna framför allt elitstyre. Genom detta anknöt man också till tankegods som såg samhället i termer av förment enhetlighet och korporativismen (av latinets corporo 'göra till kropp'), företrädd av konservativa politiska teoretiker som Adam Müller och Friedrich Hegel (se Korporativism). Den fascistiska rörelsen betonade polismakt och ordning på bekostnad av demokrati och frihet, och en korporativ (dock icke-demokratisk) ekonomisk politik.[källa behövs]
Fascismen var även fientligt inställd gentemot upplysningens idéer. Således förkastar fascismen positivism, rationalism, borgerliga värderingar, demokrati och materialism till förmån för idealism och socialdarwinism. Utveckling inom psykologisk forskning som underlättade manipulation, propaganda och påföljande masspsykos hos stora folklager spelade även en viktig roll.
Den italienska fascismen visade till en början inga tecken på antisemitism till skillnad från den tyska nazismen. Enligt militären och historikern Eddy Bauer saknades antisemitismen i den fascistiska ideologin. I stormavdelningarna fanns det, även om de var få till antalet, judiska så kallade "squadrista", det vill säga judiska fascistiska svartskjortor som deltog i gatustriderna mot kommunister och socialister.[källa behövs]
Syndikalisten Georges Sorels revolutionära teorier med en stark tro på våldet och dennes, liksom Friedrich Nietzsches, idé om "övermänniskan", om våldets legitimitet och "farlig levnad" som enda väg mot utveckling, kom att spela en stor roll vid skapandet av den fascistiska läran. Med sin betoning av myten och med sin antiintellektualism skapade Sorel en av fascismens grundvalar.
Den förre nationalsyndikalisten Michele Bianchi och futurismens skapare Filippo Tommaso Marinetti brukar räknas till stiftarna av fascismen liksom nationalisten och diktaren Gabriele D'Annunzio. Som framträdande uttolkare av fascismens idéer bör även filosofiprofessorn och nyhegelianen Giovanni Gentile nämnas. Fascisterna stödde elitteorin och hänvisade bland annat till den franske syndikalisten Georges Sorel och den tyske sociologen Robert Michels. Michels som tidigare varit socialist blev senare medlem i det italienska fascistpartiet.
Mussolini hävdade 1919 att hans rörelse skulle slå mot "högerflygelns bakåtsträvanden och vänsterflygelns destruktivitet".[källa behövs] I den så kallade Salorepubliken (från 1943) radikaliserades den då marginaliserade rörelsen på nytt efter att ha upprätthållit en moderat, promonarkisk och prokatolsk fasad under tiden vid makten. Detta har senare orsakat meningsskiljaktigheter bland nyfascister om vad den fascistiska visionen har innehållit.

## Definition
Det finns skilda uppfattningar i den historiska och samhällsvetenskapliga litteraturen om hur termen fascism ska definieras, vad som är fascism, och vad som inte är det. På en övergripande nivå kan man skilja mellan tre olika sätt som begreppet fascism används på: 1) en politisk ideologi som återfinns i flera länder globalt, 2) en politisk massrörelse i Italien 1919-1945 grundad av Benito Mussolini, 3) ett politiskt skällsord med oprecis innebörd.
I överförd bemärkelse har icke-demokratiska styrelseformer som betonar våldets rätt över demokratin och friheten kallats fascistiska. Forskare inom området har något olika definitioner av vad fascism är. Samlande är dock nationalismen, totalitarismen och den antidemokratiska inställningen som utmynnar i ledarprincipen (i Tyskland führerprincipen) där man enligt den fascistiska teorin väljer den förment "bäst lämpade" mannen att oinskränkt styra staten.
Vissa lägger även till konservatismen; ett exempel på detta är sociologiprofessor Göran Dahl vid Lunds universitet, som forskat inom radikalkonservatism och fascism, och som enligt honom står nära varandra rent ideologiskt. Idéhistorikern Sven-Eric Liedman menar att fascismen delar synen på statens överordning med den klassiska 1800-talskonservatismen, men att fascismen ser staten som ett verktyg för nationen (eller "rasen" i fallet med nazismen) medan staten inom t.ex. Hegels konservatism är ett högre, närmast andligt väsen. Det ska framhållas att Mussolini avvisade de nazistiska tankarna på ”herrefolket” och den ”ariska rasen” och som den norske historikern Karsten Alnaes formulerat det: ”I detta sammanhang håller sig Mussolini till Hegel: 'Individen är intet, staten allt'”. För den italienska fascismen var folket först och främst en historisk enhet medan den för nazismen var en biologisk. Då fascismen till sitt väsen var revolutionär har även benämningen ”högerradikalism” använts.

### Lista på definitioner
- Ett exempel på en expansiv definition av fascism kan vi få från lektorn Helen Lindberg vid Uppsala Universitet: "En uppsättning bindande identitetsformerande, särskiljande metoder, baserade på antiintellektuella, antidemokratiska, antihumanistiska ledarskapsdyrkande, våldsbejakande, krigsromantiska värden och ideal, om en statisk och perfekt samhällsordning där individen har en essentiellt tillskriven roll, och är underordnad kollektivets tvingande och tjocka föreställning om en essentiell gemenskap och där staten som en levande organism tillsammans med marknad och kyrka, eller myterna, utgör en politisk-ekonomisk-social totalitär helhet."[6]

- Ett exempel på en kortare definition av fascism kan vi få från Professor Ludvig Beckman "en osammanhängande auktoritär idéströmning som förkastar upplysningens idéer och föreställning om människans lika moraliska värden."[8]

- I artikeln om fascismens lära (Doctrine) i den av Giovanni Gentile grundade Enciclopedia Italiana beskrev Mussolini fascismen 1932 som ”negationen av socialism, demokrati och liberalism”[45], och som ett tillbakavisande av de "demo-liberala" idéer som hade sitt ursprung i franska revolutionen 1789 (jfr. ”frihet, jämlikhet, broderskap”); ”Politiska doktriner passerar, nationen består.”[45] Det tjugonde seklet skulle bli ”auktoritetens” och "högerns" århundrade, ”ett fascistiskt sekel”.[45]

- En definition av fascismen som en allmängiltig ideologi, kallad generisk fascism, har presenterats av den brittiske statsvetaren Roger Griffin. Griffin definierar fascismen så här: "Fascism är en politisk ideologi vars mytiska kärna i sina olika variationer är en populistisk ultranationalism som strävar efter nationens återfödelse".[46] Griffins definition omfattar därmed såväl den italienska fascismen som den tyska nationalsocialismen och andra varianter av fascism under mellankrigstiden, samt nyfascism.[47]

- Enligt Trotskij anses fascismen vara kapitalismens yttersta motreaktion mot progressiva rörelser, alltså ett verktyg mot strävanden för att upprätta ett socialistiskt samhälle. Trotskij ansåg att "Fascismens historiska funktion är att krossa arbetarklassen, förstöra deras organisationer och kuva politiska friheter när kapitalisterna själva är inkapabla att dominera samhället med hjälp av den borgerliga demokratins maskineri".[48]

- Den amerikanske statsvetaren A. James Gregor förkastade den traditionella tolkningen av fascism som en ideologiskt innehållslös, reaktionär och antimodern återvändsgränd. Han påvisade den omfattande påverkan italiensk fascism har haft på europeiska strömningar inom sociologi och politisk teori. Gregor betonade fascismens koherens som en seriös teori för stat och samhälle, och menade att den spelat en revolutionär och moderniserande roll i Europas historia. Hans teori om generisk fascism framställde den som en form av "utvecklingsdiktatur".

- Enligt Amadeo Bordiga så är fascism bara en annan form av borgerligt styre, att likställa med borgerlig demokrati eller traditionell monarki, och att fascismen inte är speciellt reaktionär eller på något annat vis exceptionell.[49]

- Den amerikanske historikern Robert O. Paxton ger en arbetsdefinition av fascism som "en form av politiskt beteende som markeras av en besatthet med samhällets förfall, förnedring eller förföljelse och av en kompenserande dyrkan av enhet, energi och renhet, i vilket ett massbaserat parti av hängivna militanta nationalister som arbetar i ett olustigt men effektivt samarbete med traditionella eliter överger demokratiska friheter och eftersträvar sina mål av intern rensning och extern expansion med våld och utan etiska och lagliga begränsningar".[50]

- Den svenske historikern Carl Grimberg (1875-1941) definierar det fascistiska systemet så här: "Systemet var auktoritärt: makten utgick från ledaren och fortplantade sig ner genom det fascistiska partiets leder. Systemet var likaledes totalitärt: staten inskränkte sig inte till att leda förvaltningen utan ville även behärska andra områden, som organisationslivet, barnuppfostran, kulturlivet och så vidare..."[51]. Grimberg säger vidare att "den lära som inpräntades i medborgarna var hoprafsad från många håll, lite Niccolò Machiavelli och lite Friedrich Nietzsche, lite syndikalism och mycket nationalism"[52].

- Den amerikanska historikern Stanley G. Payne definierar fascismens ekonomiska doktrin som "ett nationellt ekonomiskt system som är starkt reglerat, integrerat och omfattar olika samhällsklasser, vare sig systemet kallas korporativt, nationalsocialistiskt eller nationalsyndikalistiskt". Han anser också att motstånd och fientlighet mot liberalism, kommunism och konservatism är ett centralt inslag i fascismen.[53]

- Seymour Lipset har betraktat fascismen som en extremistisk form av medelklasspolitik.[54]

## Ideologi

### Nationen
Nationen är i centrum för fascismens syn på samhället. Till skillnad från nazismen, som framhåller den biologiska rasen som grunden för nationen, så ser fascismen nationen som en historisk enhet. Varje nation anses vara i strid med andra nationer, något som avgör nationens överlevnad eller ej. Många fascister - åtminstone historiskt - har på så vis sett kriget som något naturligt och till och med den högsta manifestationen för nationen. För statens och nationens överlevnad krävs expansion, vanligen på bekostnad av andra stater. För att klara av den kampen ansåg fascisterna att nationen behövde en stark sammanhållning, varför individers och olika samhällsklassers intressen ska underordnas statens och nationens intressen.

## Den fascistiska staten
Partito Nazionale Fascista bildades 1921 och Mussolinis fasci italiani di combattimento (kampförbund), ursprungligen bestående av "krigssocialister", nationalsyndikalister, futurister och krigsveteraner (främst Arditi) formerades då till ett parti. Samma år vann man som del av en valkartell ett trettiotal mandat i deputeradekammaren (av 535) men inga representanter i senaten. År 1922 proklamerades revolutionen och en kommitté skapades med Michele Bianchi, Emilio De Bono, Italo Balbo och Cesare De Vecchi i ledningen. I oktober 1922, efter marschen mot Rom, gav kungen Mussolini i uppdrag att bilda ny regering. Det italienska parlamentet gav i november 1922 Mussolini extraordinära fullmakter fram till 1924. Med en ändrad vallag och 65% av rösterna i valet 1924 gavs fascisterna fria händer. Detta val betecknas dock inte som fritt, anklagelser om valfusk fördes fram.
Samma år mördades den ledande socialistledaren Giacomo Matteotti av fascistiska aktivister och den kris som utbröt utnyttjade Mussolini för att krossa oppositionen och ge sig själv lagstiftande fullmakter 1925. Efter ett mordförsök på Mussolini i oktober 1926 tvångsupplöstes de sista politiska partierna utom PNF, yttrandefriheten försvann liksom organisationsfriheten och regionalt och lokalt självstyre. Dödsstraff återinfördes 1926 för ett antal brott (bland annat mordförsök på kungafamiljen och förräderi) men till skillnad från det nazityska rättsväsendet användes det sparsamt. Endast 26 dödsdomar verkställdes fram till Mussolinis fall, varav 17 under kriget och ingen för attentat mot hans egen person.
De fascistiska "fackföreningarna" kom från 1926 att vara de enda tillåtna med fascister som förtroendemän. Genom den nya grundlagens, Carta del Lavoro, antagen 1927, bestämmelser rörande arbets- och näringslivet sammanfogades arbetsgivare och arbetstagare i syndikat, därefter i korporationer, ett för varje näringsgren. Korporatismen innebar att "fackförbundet" och arbetsgivarorganisationen tillhörande samma yrkesgren sammanslogs till korporationer/yrkesorganisationer. År 1928 förklarade Mussolini, med anledning av det nya systemet, att den fascistiska staten nu hade växlat över från 1800-talets kapitalistiska till 1900-talets korporativa. Vidare hävdade han att problemen emellan arbetstagare och arbetsgivare nu var borta och därmed hade grunden för marxismen (jfr. begreppet "klasskampen") försvunnit. År 1939 tillkom en ändring i konstitutionen där den korporativa staten fullt ut kom att genomföras också på lagstiftande nivå: deputeradekammaren försvann och ersattes av en av korporationerna vald kammare. Den korporativa staten gav aldrig vare sig ekonomisk framgång eller frihet. Korporationerna kom att bli en del av det totalitära staten där all makt kom från toppen och spred sig neråt i systemet.
Salórepubliken, den italienska fascismens sista epok, har haft en högst polariserande effekt på fascismforskare och neofascister. Mussolini avnjöt tidvis starkt folkligt stöd, något som inte anses gällande för den synnerligen mer brutala Saló-regimen med bland annat förföljelser av judar och utrensningar av antityska fascister, något som vissa menar har förvrängt eftervärldens bild av fascismen och dess ideal.

## Fascismen i praktiken
I Italien avvisade fascismen tanken på en socialistisk omgestaltning av den sociala ordningen men det fanns också ett inslag av kommandoekonomi där Italiens elit fick staten att investera i viktig infrastruktur. Detta kom i sin tur eliten till gagn. Industrier fortsatte dock att ägas av företag till skillnad från till exempelvis ekonomin i Sovjetunionen. Traditionella samhällsinstitutioner som katolska kyrkan och kungahuset, som under fascismens tidiga period utsatts för svidande kritik fick behålla sina rättigheter inom regimens ramar, vilket visades genom bland annat Lateranfördraget.
Ytligt sett var den italienska fascismen organiserad enligt principen om klassgemenskap där korporativa "fackföreningar" i samarbete med arbetsgivarna skötte ekonomin under ledning av staten. Dock var "fackföreningarna" totalt maktlösa i praktiken och direktstyrdes av staten.
Den "korporativa staten" grundade, genom sammanslutningar (korporationer) för jordbruk, industri, handel och så vidare, en utveckling som skenbart sammanföll med syndikalismens idéer. Då ledande fascister hade bakgrund i såväl syndikalistiska kretsar som i det gamla nationalistpartiet talades i analogi med de korporativa strävandena om ”nationell syndikalism”.
Den fascism med ledarkult vilken grundades i Italien kom att bli förebild för fascistiska organisationer över hela världen. Den kom dock aldrig att kopieras rakt av. Nationer vilka har haft fascistoida och auktoritära organisationer i ledning för staten är Spanien (falangism), Portugal (Estado Novo), Österrike (austrofascismen), Ungern (Pilkorsrörelsen med flera) och Rumänien (Järngardet). I samtliga fem fall förtrycktes eller demonterades de fascistoida rörelserna ideologiskt (nazisterna i fallet Österrike) av en högerbetonad regim också benämnd fascistisk i vissa fall, i fallen Österrike och Rumänien med mycket hårda metoder, bland annat koncentrationsläger och avrättningar (Corneliu Zelea Codreanu m fl).
Fascisterna i Italien understödde general Francisco Franco i spanska inbördeskriget och var under andra världskriget allierade med Nazityskland. Nazism betraktas av somliga som en form av fascism och har konsekvent kallats så inom kommunismen, men denna vidare definition av begreppet delas inte av alla.
Efter andra världskriget kom fascismen att förlora det mesta av sin politiska makt, dock styrdes Spanien och Portugal auktoritärt ytterligare några decennier.

## Nationsbegreppet i jämförelse med nazismen
| ”                                    | Trettio sekler av historia tillåter oss att se ner med ömkan på vissa doktriner som predikas bortom Alperna av de vars förfäder var oförmögna att skriva ner sin egen historia när Rom hade Caesar, Vergilius och Augustus. | „ |
| – Benito Mussolini, 6 september 1934 | |   |

Nationalsocialismens definition av folket som "det gemensamma blodet" saknas helt och hållet inom den italienska fascismen, som istället använde den historiska nationen (främst romarriket, med det parlamentariska, "svaga" Italien i den romerska republikens roll) som inspiration för sin agenda, vilket också inspirerade Francoregimens dyrkan av forna dagars imperievälde inom den spanska diktaturen. Det bör tilläggas att den italienska fascismens anspråk på land främst gällde vissa österrikisk-italienska gränsområden. Förvärven av Albanien och Abessinien syftade inte till ökat italienskt "livsrum", utan var snarare en form av klassisk kolonisering, som inte skiljde ut sig från brittisk och fransk kolonisation mer än gällande dess sena tidpunkt. Abessinien hade det tidigare parlamentariska Italien försökt erövra men stoppats i slaget vid Adua 1896.
Vidare hånade Mussolini öppet Hitlers antisemitiska rasidéer och judarna i Italien var assimilerade, många stödde eller var medlemmar i PNF, bland andra Alberto de Stefani, Mussolinis finansminister under 1920-talet, tidningsredaktören Ettore Ovazza, som drev en judisk-fascistisk tidning och senare mördades av SS-trupper, och Mussolinis älskarinna Margherita Sarfatti. Av Italiens omkring 40 000 judar var omkring en fjärdedel medlemmar i fascistpartiet under 1930-talet (1/4) mot som mest sex miljoner medlemmar av över 40 miljoner italienare sammanlagt (<1/6). Av de europeiska länder som berördes direkt av kriget hade endast Albanien (som under större delen av kriget var ockuperat av italienska styrkor) en högre andel överlevande judar än Italien.
Enligt vissa forskare och historiker menar man att Mussolini efter den avsky Italien utsattes för i samband med Abessinienkrisen närmade sig Hitlers Tyskland av rent taktiska skäl för att stärka banden mellan Italien och Tyskland, en beroendeställning till en inte glömd fiende som motsattes av en majoritet av det fascistiska partiet och ledarskapet. Innan det sena 1930-talet fanns det ingen stark antisemitism i Italien eller hos fascisterna; Mussolini själv ansåg att judarna var en del av italiensk historia sedan romarnas tid och borde få leva ostört i landet. Abba Ahimeir var en judisk fascistisk aktivist som senare hämtade stor inspiration ifrån Mussolini och ville se ett fascistiskt styrt Israel.
Den italienska fascismen är också lättare att applicera i andra länder än där den uppstod, främst latintalande länder har historiskt visat sig påverkbara[källa behövs]. Det var också fascisterna själva som avsatte Mussolini i en omröstning i "Fascismens stora råd" (Il Gran Consiglio Nazionale del Fascismo). Med röstsiffrorna 19-8 och en nedlagd rekommenderade rådet Mussolinis avsättning som landets ledare och 25 juli valde kung Viktor Emmanuel att arrestera honom. Händelserna ägde rum i svallvågorna efter den västallierade landstigningen på Sicilien i juli 1943.

## Fascism utanför Italien
Såväl Spanien, Portugal, Grekland och Chile hade regimer som utpekades som fascistiska under tidigt 1970-tal - samtliga utom juntan i Chile föll dock samman under första halvan av 1970-talet. Det som främst präglade dessa regimer var att militären hade stor eller all makt, snarare än att länderna följde vissa ideologiska riktlinjer, och om några konservativa och i vissa fall ekonomiskt liberala. I Sydamerika har de flesta länder åtminstone under någon period efter andra världskriget styrts av renodlade militärjuntor - vilka med ett visst subjektivt språkbruk betraktades som fascistiska. Mest omtalade är militärkupperna 1973 i Chile och 1976 i Argentina, men Paraguay torde vara det land som styrdes längst tid av en militärdiktator, Alfredo Stroessner. Här tycktes fruktan för socialism som enda alternativ varit en starkt bidragande orsak till militärens maktövertagande; någon särskild ideologi och närmare band till den radikala fascismen än antikommunism är svår att skönja.
Juan Peron, Argentinas president 1946-55 och 1973-74, tillbringade en del av sin ungdom i Italien och baserade delvis sin peronistiska ideologi på den italienska fascismens korporativism. Även Getulio Vargas styre i Brasilien från 1930-50-talet grundade sig på korporativistiska idéer och dessa kom i ekonomiskt avseende att stå den italienska fascismen närmast. 
Synen på traditionella höger- och vänsterblock (liksom feminism och partipolitik) som representanter för olika av samhällets organ i kamp med helheten var avgörande för fascismens utveckling och världsåskådning. En rad forskare har därför, särskilt i modern tid, betraktat den som en radikal form av centerpolitik, med influenser från båda sidorna av den traditionella höger-vänsterskalan, alternativt som ett mellanting mellan dessa. Mussolini hävdade 1919 att hans rörelse skulle slå mot "högerflygelns bakåtsträvanden och vänsterflygelns destruktivitet". I den så kallade Salorepubliken radikaliserades den då marginaliserade rörelsen på nytt efter att ha upprätthållit en moderat, promonarkisk och prokatolsk fasad under tiden vid makten, vilket orsakat splittring bland senare nyfascister om hur det fascistiska visionen egentligen skulle ha sett ut.

### Fascismen i Sverige
Mest känd i Sverige för sina fascistiska tankar var Per Engdahl. Han var en av Sveriges fascistiska pionjärer; redan efter sin studentexamen i slutet av 1920-talet gick han med i Sveriges Fascistiska Kamporganisation. Engdahls ideologi fick från början inspiration från det då fascistiska Italien men med tiden blev det den tyska nazismen som blev den främsta förebilden, både för Engdahl själv och för den svenska nationella antiparlamentariska rörelsen.

## Fascismen i film
Filmen Starship Troopers av Paul Verhoeven har av Verhoeven beskrivits som en skildring av ett fascistiskt samhälle.
Filmen V for Vendetta handlar om ett fascistiskt Storbritannien.
Filmen Salò, eller Sodoms 120 dagar.

## Fotnoter